# Nym Wales
Helen Foster Snow (21 de septiembre de 1907-11 de enero de 1997) fue una periodista estadounidense. Vivió en China en la década de 1930, y que informó desde ese país, bajo el nombre de Nym Wales, sobre el desarrollo de la Guerra Civil China, el Movimiento de Independencia de Corea y la Segunda Guerra Sino-Japonesa.
La familia de Snow se mudó a menudo durante su juventud y acabó viviendo en Salt Lake City con su abuela en su adolescencia, hasta que decidió trasladarse a China en 1931. Allí se casó con el periodista estadounidense Edgar Snow y se convirtió en corresponsal de varias publicaciones. Aunque ella y su marido simpatizaban con los revolucionarios de China, a los que comparaba favorablemente con los nacionalistas de Chiang Kai-shek, nunca fue comunista de carnet.
Mientras vivían en Pekín, los Snow entablaron amistad con los líderes izquierdistas del Movimiento 9 de diciembre de 1935, que organizaron primero la visita de Edgar y luego la de Helen a la capital comunista en tiempos de guerra, Yan'an, en 1937, donde se entrevistó con líderes comunistas chinos, entre ellos Mao Zedong. Los Snow también idearon las Cooperativas Industriales Chinas, conocidas como el movimiento Gung-Ho, que proporcionaban empleo y estabilidad. En 1940, Snow regresó a Estados Unidos, donde se divorció de Edgar. Ella continuó apoyando a las Cooperativas y escribiendo libros basados en sus experiencias en China. A finales de la década de 1940, los críticos la agruparon con las Manos de China como una de las responsables de la "pérdida de China" que fueron más allá de la simpatía para apoyar activamente la revolución de Mao.

## Primeros años
Helen Foster nació en Cedar City, Utah. Creció en la Iglesia de Jesucristo de los Santos de los Últimos Días (Iglesia SUD). Sus padres fueron John Moody Foster y Hannah Davis. Se conocieron mientras trabajaban como profesores en la Academia Ricks, una escuela vinculada a la Iglesia SUD.: 102 : 15 Hannah fue a la escuela en la Academia Ricks. John fue a la Universidad de Stanford. Los padres de Helen eran hijos de pioneros mormones. Los pioneros llegaron a Utah a mediados de 1800.
Cuando Helen era pequeña, la familia Foster se mudaba mucho. Después de que Helen naciera, los Foster se mudaron a Chicago para que John pudiera estudiar derecho. Muchos años después, la familia regresó a Idaho. Las mudanzas hicieron que Helen fuera más extrovertida. Le importaba lo que sus nuevos compañeros pensaran de ella.: 18  Como era la mayor y la única hija de la familia, tuvo que ayudar mucho a medida que la familia crecía. A menudo colaboraba con su madre en el cuidado de sus tres hermanos pequeños y en las tareas domésticas. Esto era aún más necesario cuando los Foster no tenían mucho dinero.: 16 
Helen se trasladó a Salt Lake City cuando empezó la High School. Vivió con su abuela y su tía.: 19  Estudió en el instituto West e hizo muchas actividades escolares. Trabajó en el anuario escolar. Fue vicepresidenta de su promoción. Helen planeaba ir a la universidad en Stanford, como su padre. Pero el coste de los estudios era demasiado para sus padres. Helen dijo que sus padres pensaban que las chicas sólo podían casarse. Pensaban que era una pérdida de dinero que ella fuera a la universidad.: 20  Pero el padre de Helen le pagó los estudios en la Universidad de Utah. Allí estudió muchos años, pero no se graduó.
En lugar de ir a la escuela, Helen trabajó. Consiguió un empleo como secretaria de la sección de Utah (parte de un gran grupo en una zona) de la Comisión Americana de Minería de Plata.: 23  Mientras trabajaba allí, se dio cuenta de que quería trabajar en otros países. También soñaba con escribir su propia "gran novela americana". Helen se presentó al examen de la función pública y aprobó, pero no había puestos vacantes en Europa, adonde inicialmente deseaba ir. Sin embargo, su jefe tenía contactos en China y le consiguió un puesto con el presidente de una empresa estadounidense en Shanghái.: 9 En agosto de 1931, Helen se trasladó a Asia con la esperanza de convertirse en escritora.

## Muerte y legado
El 11 de enero de 1997, Helen Foster Snow falleció a la edad de 89 años en el Fowler Nursing Center de Guilford, Connecticut. Se celebraron funerales en Connecticut y China. En el Gran Salón del Pueblo de la Plaza de Tiananmen de Pekín se celebró una misa oficial en memoria de los caídos, un honor que rara vez se concede a los extranjeros.
Antes de su muerte, donó a la Biblioteca y Archivos de la Institución Hoover documentos personales, manuscritos de libros y fotografías tomadas a notables chinos en la década de 1930. La Biblioteca y Archivos de la Institución Hoover conserva 63 cajas con manuscritos de sus documentos. Tras su muerte, en 1997, la familia de Helen donó los manuscritos, documentos y fotografías que le quedaban a la biblioteca de la Universidad Brigham Young. Los días 26 y 27 de octubre de 2000, la BYU organizó un Simposio Helen Foster Snow para celebrar esta donación y estrenar el documental Helen Foster Snow: Witness to Revolution (Helen Foster Snow: Testigo de la revolución).
Parte de un hospital y una escuela de Xi'an (China) llevan su nombre. También hay un ala Helen Foster Snow en el Museo del Ejército Comunista de la Octava Ruta de Xi'an y una Sociedad Helen Foster Snow en Pekín. En 2009, el Comité de Intercambio Cultural EE. UU.-China colocó una estatua de bronce de Helen Foster Snow de 2,1 m de altura, fundida en China, en el Main Street Park de Cedar City, su ciudad natal. En 2011, estudiantes y profesores de la Universidad del Sur de Utah iniciaron un proyecto de colaboración con músicos, bailarines y artistas chinos para crear un drama de danza basado en la vida de Helen Foster Snow titulado Dream of Helen (Sueño de Helen).

## Premios y honores
En 1981, Helen Foster Snow fue nominada para el Premio Nobel de la Paz por su trabajo en China y nominada de nuevo en 1982. En sus memorias Mis años en China, Helen escribe: "La nominación no fue por ningún logro en particular, sino por el potencial que mis ideas y mi visión del mundo encierran para la paz y el progreso en el mundo".: 329  En 1993, Helen fue la primera galardonada con el premio literario de la Asociación de Escritores de China. En junio de 1996, Helen fue nombrada Embajadora de la Amistad por el gobierno chino, uno de los más altos honores que China concede a ciudadanos extranjeros. Fue la primera estadounidense y la quinta persona en recibir el galardón.

## Obras
Helen Foster Snow escribió bajo el seudónimo de Nym Wales, que su marido eligió para ella. "Nym" es la palabra griega que significa nombre. Gales se utilizó porque ella era en parte galesa. Sin embargo, el seudónimo suscitó dudas sobre la nacionalidad y sobre si el autor era un "infiltrado" del Partido Comunista.: 133  Las obras de Helen ascienden a 40 libros y 27 manuscritos.: 19 
- Helen Foster Snow, Inside Red China (New York,: Doubleday, Doran,  1939).  Reprinted: New York: DaCapo 1977, 1979.
- Nym Wales, China Builds for Democracy; a Story of Cooperative Industry (New York,: Modern Age Books,  1941).  Reprinted: St. Clair Shores, MI: *Scholarly Press, 1972.
- Nym Wales and Kim San, Song of Ariran: A Korean Communist in the Chinese Revolution (New York: The John Day Company, 1941). Reprinted: San Francisco: Ramparts Press, 1972.
- Nym Wales, The Chinese Labor Movement (New York: John Day,  1945).  Reprinted: Freeport, NY: Books for Libraries, 1970.
- Nym Wales, Red Dust; Autobiographies of Chinese Communists (Stanford, Calif.,: Stanford University Press,  1952).
- Nym Wales, Fables and Parables for the Mid-Century (New York,: Philosophical Library,  1952).
- Nym Wales, Notes on the Left-Wing Painters and Modern Art in China (Madison, Conn.,  1961).
- Nym Wales, Women in Modern China (The Hague, Paris,: Mouton,  1967).
- Helen Foster Snow, My China Years: A Memoir (New York: Morrow, 1984).